# Densité nutritionnelle

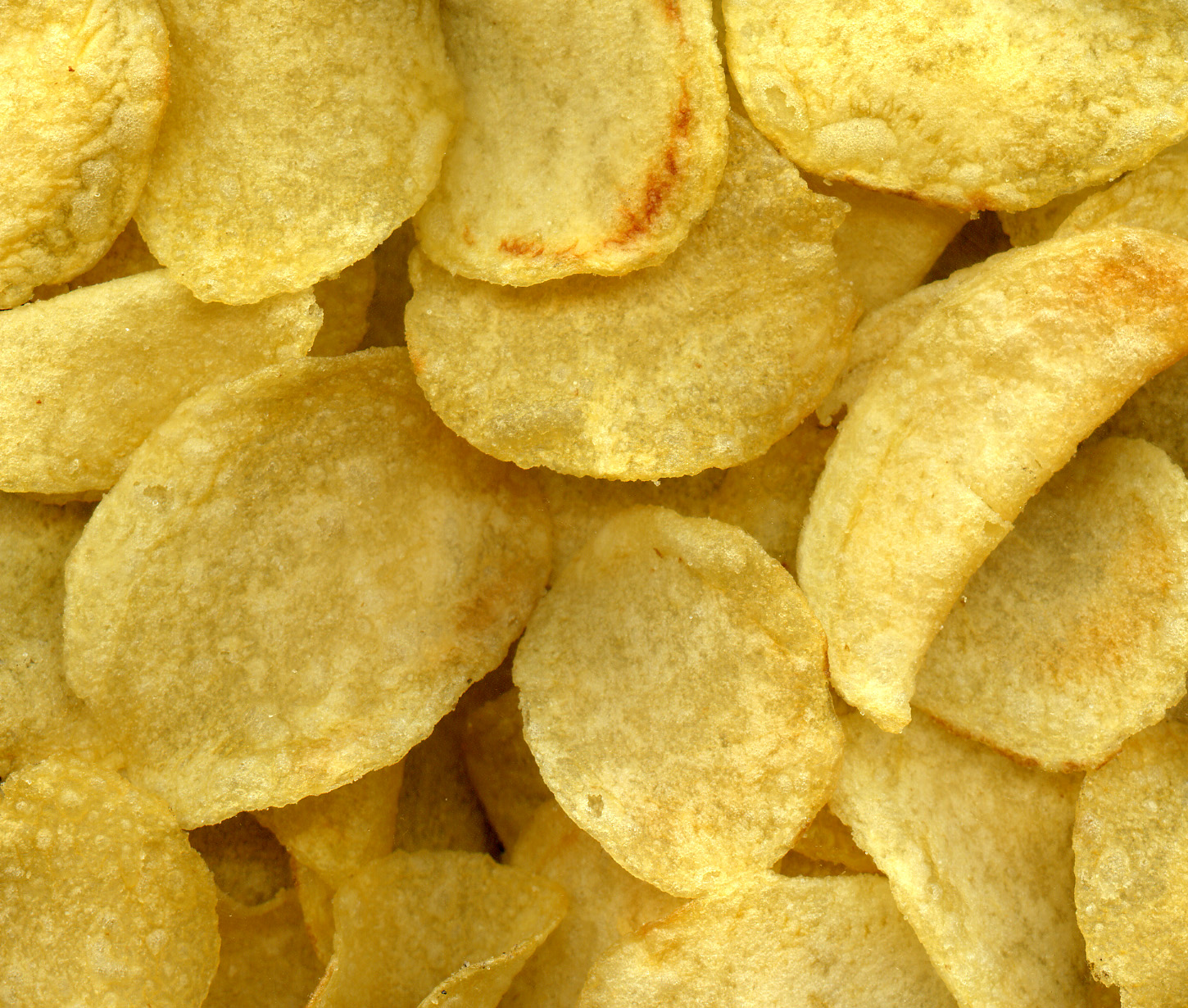
Les chips sont une « bombe calorique » et des aliments à faible densité nutritionnelle.

En nutrition humaine, la densité nutritionnelle d'un aliment est un indice qui mesure le contenu de cet aliment en micronutriments indispensables à la santé (vitamines et minéraux), par rapport à son contenu énergétique. Cet indice s'exprime en g/100 kcal.
Les aliments riches en vitamines et minéraux présentent un indice de densité nutritionnelle élevé. Cet indice est calculé notamment en fonction des vitamines B1, B2, B3, B6, B9, B12, vitamine C, vitamine A,  et des sels minéraux de type calcium, magnésium, potassium et fer.